# Гольдшмидт, Бьёрн
Бьёрн Гольдшмидт (нем. Björn Goldschmidt; 3 декабря 1979, Карлсруэ) — немецкий гребец-байдарочник, выступал за сборную Германии на всём протяжении 2000-х годов. Бронзовый призёр летних Олимпийских игр в Пекине, чемпион мира, серебряный и бронзовый призёр чемпионатов Европы, победитель многих регат национального и международного значения.

## Биография
Бьёрн Гольдшмидт родился 3 декабря 1979 года в городе Карлсруэ. Активно заниматься греблей начал с раннего детства, проходил подготовку в местном спортивном клубе «Райнбрюдер Карлсруэ».
Благодаря череде удачных выступлений удостоился права защищать честь страны на летних Олимпийских играх 2004 года в Афинах, стартовал здесь в одиночках на тысяче метрах, сумел дойти до финальной стадии, однако в решающем заезде финишировал только восьмым.
Первого серьёзного успеха на взрослом международном уровне добился в 2005 году, когда попал в основной состав немецкой национальной сборной и побывал на чемпионате Европы в польской Познани, откуда привёз награду бронзового достоинства, выигранную в зачёте четырёхместных байдарок на дистанции 200 метров. Кроме того, в этом сезоне выступил на чемпионате мира в хорватском Загребе и в той же дисциплине стал там серебряным призёром. Год спустя в километровой программе четвёрок получил бронзу на европейском первенстве в чешском Рачице, ещё через год в четвёрках на тысяче метрах одержал победу на домашнем мировом первенстве в Дуйсбурге.
В 2008 году в четвёрках на тысяче метрах Гольдшмидт стал серебряным призёром чемпионата Европы в Милане и, будучи одним из лидеров немецкой национальной сборной, благополучно прошёл квалификацию на Олимпийские игры в Пекине. В составе четырёхместного экипажа, куда также вошли гребцы Норман Брёкль, Торстен Экбретт и Луц Альтепост, занял в километровой программе четвёрок третье место и завоевал тем самым бронзовую олимпийскую медаль — лучше него финишировали только экипажи из Белоруссии и Словакии. Вскоре по окончании этих соревнований принял решение завершить карьеру профессионального спортсмена, уступив место в сборной молодым немецким гребцам.